# Cyclophorus horridulum
Cyclophorus horridulum fue una especie de molusco gasterópodo de la familia Cyclophoridae en el orden de los Mesogastropoda.

## Distribución geográfica
Fue  endémica de Mayotte.